# Diretor Supremo das Províncias Unidas do Rio da Prata
O diretório foi a forma de governo estabelecida em 1814 pela Assembléia Geral Constituinte de 1813 para as Províncias Unidas do Rio da Prata, de acordo com a qual o Diretor Supremo exercia o poder executivo com mandato de dois anos e tinha o título oficial de Diretor Supremo das Províncias Unidas do Rio da Prata.
A assembléia tentava assim se defrontar à ameaça monarquista, agravada por confrontos internos no seguimento patriota. Com o objetivo de evitar abusos de poder, o diretório devia ser integrado por um Conselho de Estado composto por nove pessoas e responder a um congresso destinado a realizar as funções legislativas.

## Diretores Supremos
| Imagem | Diretor Supremo             | Período                                      |
|        | Gervasio Antonio de Posadas | 31 de janeiro de 1814 — 9 de janeiro de 1815 |
|        | Carlos María de Alvear      | 11 de janeiro — 18 de abril de 1815          |
|        | José Rondeau                | 20 de abril — 21 de abril de 1815            |
|        | Ignacio Álvarez Thomas      | 21 de abril de 1815 — 16 de abril de 1816    |
|        | Antonio González Balcarce   | 16 de abril — 9 de julho de 1816             |
|        | Juan Martín de Pueyrredón   | 9 de julho de 1816 — 9 de junho de 1819      |
|        | José Rondeau                | 9 de junho de 1819 — 1 de fevereiro de 1820  |
|        | Juan Aguirre y López        | 1 de fevereiro — 11 de fevereiro de 1820     |

Após a renúncia de José Rondeau provocada pela derrota na batalha de Cepeda, assume interinamente Juan Aguirre y López que não pôde se manter no cargo devido a dissolução do congresso, o que levou o Cabildo a assumir o controle da cidade e da província de Buenos Aires. A dissolução do congresso deu início a chamada "Anarquia dos anos 20"
Subsequentemente o controle das Províncias Unidas passou foi exercido pelos Governadores de Buenos Aires.